# Sigmatidium triarticulatum
Sigmatidium triarticulatum is een eenoogkreeftjessoort uit de familie van de Ectinosomatidae. De wetenschappelijke naam van de soort is voor het eerst geldig gepubliceerd in 1979 door Mielke.